# Ikiginak Island
Igitkin Island ist eine unbewohnte Insel der Andreanof Islands, die zu den Aleuten 
gehören. 
Die knapp über dem Meeresspiegel gelegene, 650 m lange Insel befindet sich zwischen Atka Island und Tagalak Island.
1852 wurde die Insel erstmals von Michail Tebenkow in einer Seekarte verzeichnet.